# Ballina (Mayo)
Ballina is een plaats in het Ierse graafschap Mayo. De plaats telt 10.146 inwoners. Het is de zetel van het rooms-katholieke bisdom Killala.
In Ballina is een station met verbinding naar Dublin en Westport.
Ballina ligt langs de N59 die Sligo met Galway verbindt. Er zijn aansluitingen met de N26 naar Swinford en met de regionale wegen R294 naar Boyle, de R310 naar Castlebar en de R314 naar Bunnahowen via Ballycastle.
De kleine luchthaven is Ballina Airport.

## Geboren in Ballina
- Mary Robinson (1944), eerste vrouwelijke president van Ierland (1990-1997)